# Dendropsophus minutus
Dendropsophus minutus е вид жаба от семейство Дървесници (Hylidae). Видът не е застрашен от изчезване.

## Разпространение
Разпространен е в Аржентина, Боливия, Бразилия, Венецуела, Гвиана, Еквадор, Колумбия, Парагвай, Перу, Суринам, Тринидад и Тобаго, Уругвай и Френска Гвиана.

## Описание
Популацията на вида е стабилна.